# GOLDEN☆BEST キャンディーズ
『GOLDEN☆BEST キャンディーズ』（ゴールデン☆ベスト キャンディーズ）は、キャンディーズのベストアルバム。2002年6月19日発売。発売元はソニー・ミュージックハウス。

## 解説
各レコード会社から発売されている、ゴールデン☆ベストシリーズの初期に発売された中の作品。
Disc 1の M-2 ～ 19 は、シングルA面コレクション（発売順）。解散後に発売された「つばさ」はメンバー3人の意思を丸無視したといわれており、実質的なラスト・シングルは「微笑がえし」である。なお、2006年10月25日に発売されたDVD-BOX『キャンディーズ・トレジャー』（DVD4枚組）のDisc 4では、本ベスト盤Disc 1に収録されたシングル曲のうち、「微笑がえし」「つばさ」以外すべてのテレビ番組歌唱映像を見ることが出来る（「微笑がえし」は他Discにライブ映像が収録されている）。
Disc 2は、アルバム曲を中心に収録。ライブでよく歌われた楽曲が多数収録されているほか、ソロの楽曲もあり。
NHK-BS2で放送されたのち、2006年12月4日にNHK総合テレビジョン（地上波）で初オンエアされた『わが愛しのキャンディーズ』（秘蔵映像や紅白などの映像をまとめた特別番組）放送終了後、インターネット通信販売サイト「Amazon」のセールス・チャートでは本ベスト盤がベストテン入り間近までランクアップした。
2009年8月19日には、特殊なCDプレーヤーを購入することなく高音質再生が可能、と喧伝されているブルースペックCD（Blu-spec CD）フォーマット盤（MHCL-20056/7）が初回生産限定で発売された。
2011年6月8日には、Disc1の1曲目・20曲目を除いた18曲（シングルA面曲）を収録した廉価版として『GOLDEN☆BEST キャンディーズ コンプリート・シングルコレクション』（MHCL-1912）が発売された。元々同年3月に発売が決定していた作品だが、同年4月にメンバーの一人の田中好子が亡くなったこともあり、予約段階で約2万枚の注文を集めた。

## 収録曲

### Disc 1
1. キャンディーズ　（2:40）
  - 作詞：山上路夫、作曲・編曲：宮川泰

1stアルバム『あなたに夢中〜内気なキャンディーズ〜』のオープニング曲。
2. あなたに夢中　（3:09）
  - 作詞：山上路夫、作曲：森田公一、編曲：竜崎孝路
3. そよ風のくちづけ　（3:03）
  - 作詞：山上路夫、作曲：森田公一、編曲：穂口雄右
4. 危い土曜日　（3:10）
  - 作詞：安井かずみ、作曲：森田公一、編曲：竜崎孝路
5. なみだの季節　（3:43）
  - 作詞：千家和也、作曲・編曲：穂口雄右
6. 年下の男の子　（3:30）
  - 作詞：千家和也、作曲・編曲：穂口雄右

『第26回NHK紅白歌合戦』歌唱曲（初出場）。1972年の第23回紅白では、スクールメイツとして出場しており、南沙織が歌う「純潔」のバックで踊る姿が見られた。
7. 内気なあいつ　（3:17）
  - 作詞：千家和也、作曲・編曲：穂口雄右
8. その気にさせないで　（3:30）
  - 作詞：千家和也、作曲・編曲：穂口雄右
9. ハートのエースが出てこない　（3:07）
  - 作詞：竜真知子、作曲：森田公一、編曲：竜崎孝路
10. 春一番　（3:20）
  - 作詞・作曲・編曲：穂口雄右

『第27回NHK紅白歌合戦』歌唱曲。早春期に耳にする機会の多い、春のスタンダード・ナンバー。男性デュオのゆずはストリートミュージシャン時代にレパートリーに取り入れており、のちにライブ・アルバムにもなった（『歌時記 〜ふたりのビッグ（エッグ）ショー篇〜』、生産終了）。
11. 夏が来た!　（3:15）
  - 作詞・作曲・編曲：穂口雄右
12. ハート泥棒　（3:30）
  - 作詞：林春生、作曲：すぎやまこういち、編曲：船山基紀

本ベスト盤のジャケット写真は、このシングルの別ショットを使用している。
13. 哀愁のシンフォニー　（3:43）
  - 作詞：なかにし礼、作曲：三木たかし、編曲：馬飼野康二
14. やさしい悪魔　（3:36）
  - 作詞：喜多條忠、作曲：吉田拓郎、編曲：馬飼野康二

第28回NHK紅白歌合戦 歌唱曲。翌年春に解散したため、最後の紅白出場となった。
15. 暑中お見舞い申し上げます　（2:57）
  - 作詞：喜多條忠、作曲：佐瀬寿一、編曲：馬飼野康二
16. アン・ドゥ・トロワ　（3:37）
  - 作詞：喜多條忠、作曲：吉田拓郎、編曲：馬飼野康二
17. わな　（3:19）
  - 作詞：島武実、作曲・編曲：穂口雄右
18. 微笑がえし　（4:34）
  - 作詞：阿木燿子、作曲・編曲：穂口雄右

ヒット曲のタイトルが歌詞中に散りばめられている。
19. つばさ　（4:45）
  - 作詞：伊藤蘭、作曲・編曲：渡辺茂樹

アルバム『CANDIES 1676 DAYS〜キャンディーズ1676日〜』収録曲のリカット。
20. キャンディーズ 1676日　（11:05）
  - 作詞：島武実、作曲・編曲：穂口雄右

アルバム『CANDIES 1676 DAYS〜キャンディーズ1676日〜』収録曲。

### Disc 2
1. ラッキーチャンスを逃がさないで　（2:48）
  - 作詞：竜真知子、作曲：宮本光雄、編曲：渡辺茂樹

アルバム『春一番』収録曲。朝日放送『プロポーズ大作戦』テーマ曲。
2. 悲しきためいき　（3:10）
  - 作詞：山上路夫、作曲：宮川泰、編曲：竜崎孝路

アルバム『年下の男の子』収録曲。
3. 雨と涙とあのひとと　（2:46）
  - 作詞：千家和也、作曲：穂口雄右、編曲：あかのたちお

アルバム『その気にさせないで』収録曲。
4. どれがいいかしら　（3:09）
  - 作詞；千家和也、作曲・編曲：穂口雄右

アルバム『その気にさせないで』収録曲。
5. 恋のあやつり人形　（3:19）
  - 作詞：竜真知子、作曲・編曲：馬飼野康二

アルバム『春一番』収録曲。
6. あなたのイエスタデイ　（3:57）
  - 作詞：喜多條忠、作曲：吉田拓郎、編曲：馬飼野康二

シングル「やさしい悪魔」のB面曲。アルバム『キャンディーズ1+1⁄2〜やさしい悪魔〜』にも収録。
7. キャンディ・ツイスト　（2:44）
  - 作詞：森雪之丞、作曲・編曲：馬飼野康二

アルバム『Candy Label』収録曲。
8. 銀河系まで飛んで行け!　（3:17）
  - 作詞：喜多條忠、作曲：吉田拓郎、編曲：馬飼野康二

アルバム『CANDIES 1676 DAYS〜キャンディーズ1676日〜』収録曲。1978年には梓みちよが、1983年には中原理恵がそれぞれカバー。
9. 銀河空港　（3:37）
  - 作詞：竜真知子、作曲・編曲：馬飼野康二

アルバム『CANDIES 1676 DAYS〜キャンディーズ1676日〜』収録曲。『春一番』用の楽曲としてレコーディングされたがお蔵入りに。
10. アンティック ドール　（4:30）
  - 作詞：伊藤蘭、作曲：伊藤蘭・渡辺茂樹、編曲：渡辺茂樹

アルバム『早春譜』収録曲。
11. 午前零時の湘南道路　（3:40）
  - 作詞：田中好子、作曲：田中好子・渡辺直樹、編曲：いしだかつのり

アルバム『早春譜』収録曲。
12. あこがれ　（6:29）
  - 作詞：藤村美樹、作曲：藤村美樹・渡辺茂樹、編曲：渡辺茂樹

アルバム『早春譜』収録曲。
13. インスピレーション・ゲーム　（4:00）
  - 作詞：阿木燿子、作曲・編曲：穂口雄右

アルバム『CANDIES FINAL CARNIVAL Plus One』収録曲。
14. 100%ピュア・レディ　（3:01）
  - 作詞：島武実、作曲・編曲：穂口雄右

シングル「わな」のB面曲。アルバム『CANDIES FINAL CARNIVAL Plus One』にも収録。
15. グッド・バイ・タイムス　（4:29）
  - 作詞：阿木燿子、作曲・編曲：穂口雄右

アルバム『CANDIES FINAL CARNIVAL Plus One』収録曲。後にシングル「つばさ」のB面としてリカットされた。
16. 暑中お見舞い申し上げます Part 2　（3:13）
  - 作詞：喜多條忠、作曲：常富喜雄、編曲：馬飼野康二

「暑中お見舞い〜」の別作曲バージョン。CD-BOX『CANDIES HISTORY 〜Best Selection Box 1973-1978〜』（1998.9.9）収録曲。
17. アン・ドゥ・トロワ Part 2　（3:41）
  - 作詞：喜多條忠、作曲：吉田拓郎、編曲：馬飼野康二

「アン・ドゥ・トロワ」の当初の編曲バージョン。アルバム『CANDIES 1676 DAYS〜キャンディーズ1676日〜』収録曲。
18. Candies Beats （Extended Version）　（9:22）

## メンバー
- 伊藤蘭　愛称: ラン
- 田中好子　愛称: スー
- 藤村美樹　愛称: ミキ

## 関連人物
- 渡辺美佐
- 渡辺晋
- 諸岡義明
- 大里洋吉
- 松崎澄夫
- 酒井政利
- 穂口雄右
- 阿木燿子
- 喜多條忠
- 吉田拓郎